# آرامگاه آقا سید علی کیاشکر پس
بقعه آقا سید علی کیاشکر پس مربوط به دوره قاجار است و در شهرستان املش، بخش مرکزی، دهستان املش شمالی واقع شده و این اثر در تاریخ ۲ آبان ۱۳۸۲ با شمارهٔ ثبت ۱۰۶۰۸ به‌عنوان یکی از آثار ملی ایران به ثبت رسیده است.